# Kostel Všech svatých (Slivenec)
Kostel Všech svatých ve Slivenci je raně gotický farní kostel vystavěný ve druhé polovině 13. století. Úpravami prošel v roce 1693 a především pak roku 1889 podle návrhu architekta A. V. Barvitia. Kostel s farností se nachází v městské části Praha 5-Slivenci, jehož je nejstarší a nejvýznamnější historickou památkou.

## Popis a historie kostela

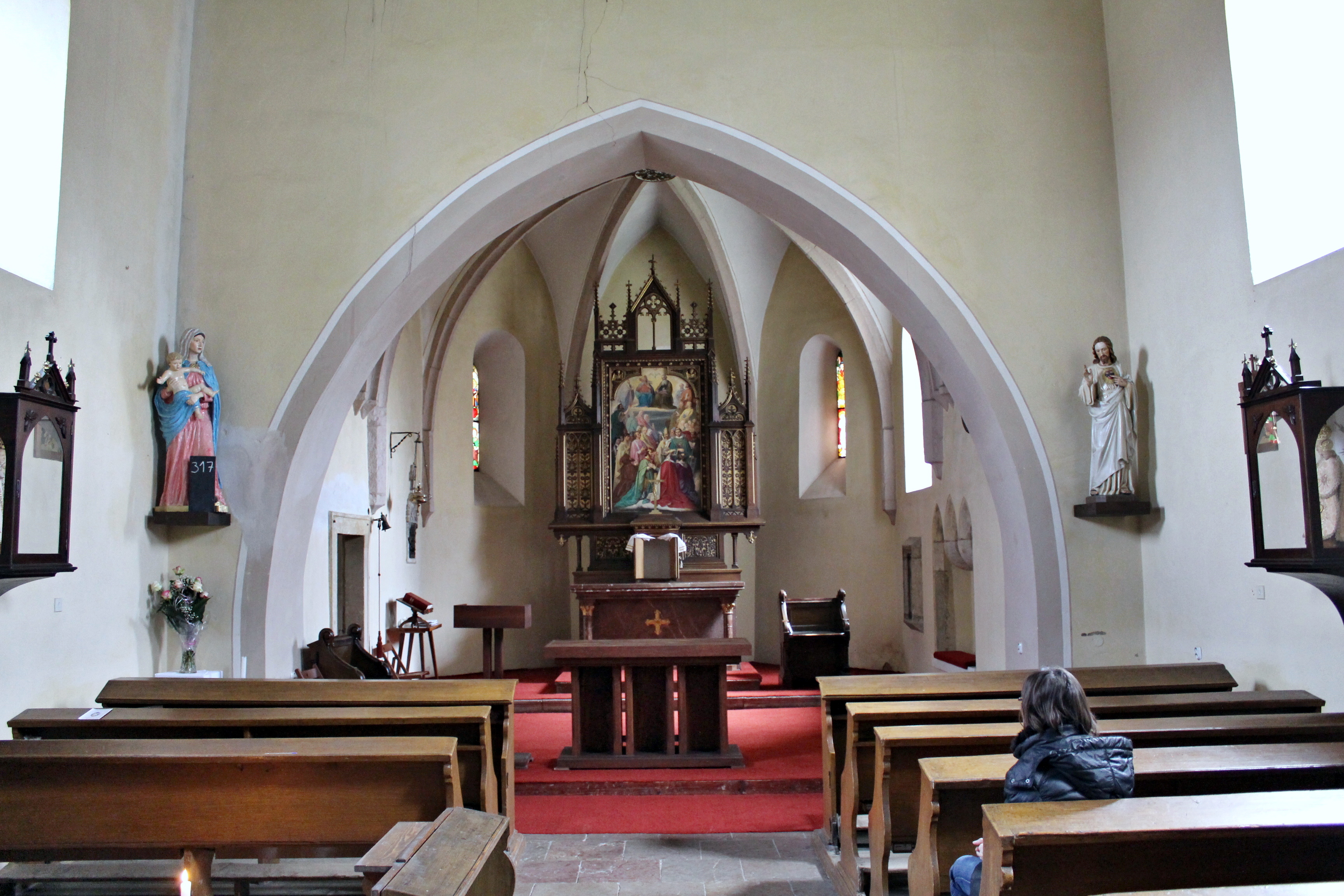
Interiér kostela s oltářem

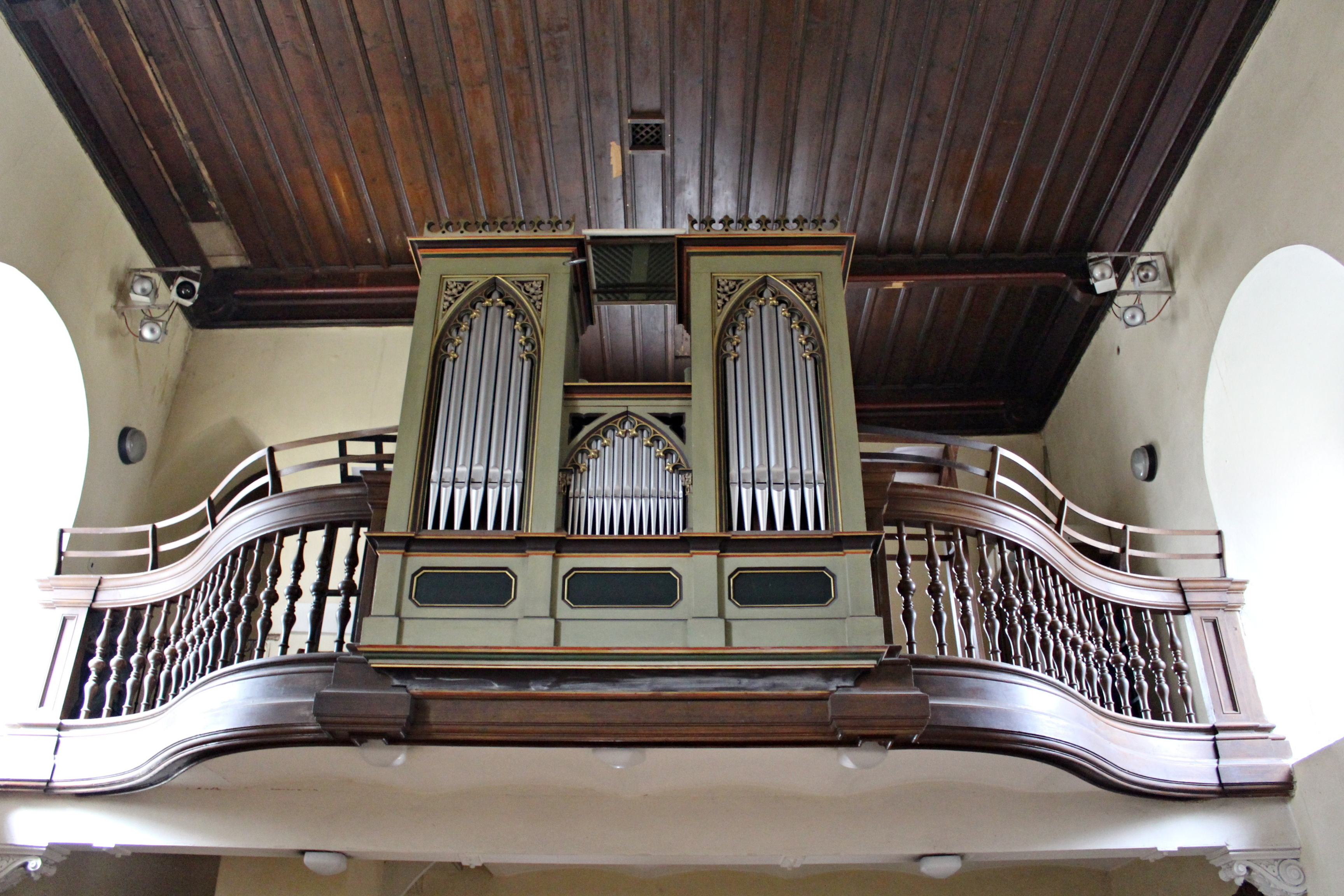
Kůr kostela s varhanami

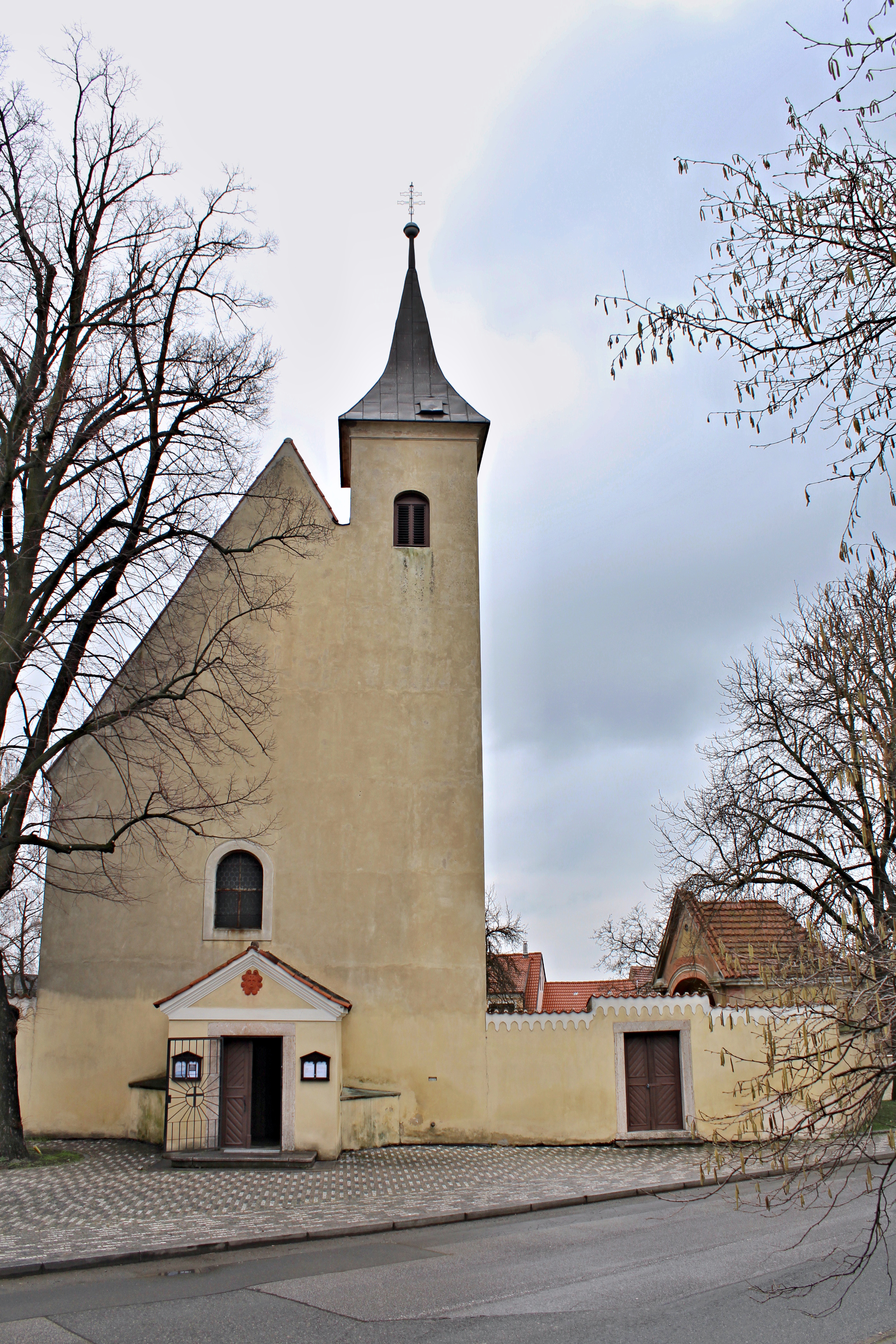
Průčelí kostela

Slivenecký kostel Všech svatých je raně gotická jednolodní stavba na pravoúhlém půdorysu, postavená v druhé polovině 13. století iniciovaná řádem křižovníků s červenou hvězdou, jemuž zdejší obec věnoval král Václav I. listinou ze 6. dubna 1253. Řád ji pak držel více než 600 let.
Vstupní průčelí kostela téměř bez oken a spojené jednolitou fasádou s kostelní věží, působí poněkud zvláštním strohým dojmem.
Roku 1693 byla ke kostelu přistavěna předsíň.
V roce 1886 byla vestavěna kruchta a roku 1901 byl kostel opraven podle návrhu Antonína Viktora Barvitia. Na obdélnou loď s věží navazuje trojboce zakončený presbytář s žebrovou křížovou klenbou. V presbytáři se zachovalo prosté gotické sedile a sanktuárium. V lodi jsou lomená okna s kopiemi původních vitráží s ukřižovaným Kristem, sv. Kateřinou a apoštoly ze 14. století (originály jsou v Uměleckoprůmyslovém muzeu); v českých zemích jsou téměř unikátní.

## Duchovní správa kostela
Bohoslužby se zde konají o nedělích v 17 hodin
Kostel je farním kostelem Římskokatolické farnosti Všech svatých ve Slivenci. Správcem farnosti (administrátor excurrendo) je Mgr. JCL.ic. David Kučerka O.Cr..